# Den nya vänstern: Den anti-industriella revolutionen
Den nya vänstern: Den anti-industriella revolutionen är en bok av Ayn Rand från 1971.

## Svensk översättning
Den svenskspråkiga utgåvan av Ayn Rands The New Left: The Anti-Industrial Revolution hann bara spridas i ett fåtal exemplar innan den stoppades av rättighetsskäl. Den finns dock tillgänglig på vissa bibliotek. Boken finns givetvis även på engelska.